# Barborka (potok)
Barborka je levostranný přítok řeky Trnavy, který protéká severovýchodní částí okresu Tábor v Jihočeském kraji a severozápadní částí okresu Pelhřimov v Kraji Vysočina. Délka jejího toku činí 8,1 km. Plocha povodí měří 25,5 km².

## Průběh toku
Barborka vytéká z rybníka Podedvorník v obci Smilovy Hory v nadmořské výšce 630 m. Po celé své délce teče převážně jihovýchodním směrem. Na jejím toku se nachází obec Těchobuz. Potok napájí řadu větších a menších rybníků nesoucích jména Lučan, Kopecký rybník, Stará paní, Daniel a Loudal. Do Trnavy se Barborka vlévá na jejím 41,1 říčním kilometru, východně od Těchobuzi, v nadmořské výšce 510 m.

### Větší přítoky
- Blatnice (hčp 1-09-02-040) je pravostranný přítok vlévající se do Barborky nad Těchobuzí na jejím 3,3 říčním kilometru.[1] Pramení ve vsi Radostovice v okrese Tábor v nadmořské výšce okolo 635 m. Od Radostovic teče krátce k jihovýchodu zatrubněným korytem. Po jeho opuštění se potok postupně obrací na východ a vtéká do lesnaté krajiny. V tomto úseku napájí řadu rybníků, které se jmenují Budař, Zadní Martínek, Zadražil, Kačer a Kozák. Dále potok směřuje na severovýchod ke dvoru Tallenberk, kde se obrací k jihovýchodu k Těchobuzi, severozápadně od níž napájí spolu s potokem Barborkou rybník Daniel. Délka toku Blatnice činí 5,5 km.[1] Plocha povodí měří 11,3 km².[2]

Ostatní přítoky Barborky jsou malé a bezejmenné.

## Vodní režim
Průměrný průtok u ústí činí 0,19 m³/s.